# Truth Be Told, Part 1
Truth Be Told, Part 1 — первый мини-альбом американского автора песен, композитора и исполнителя Грейсона Ченса, вышедший 19 ноября 2012 года. Альбом был выпущен на физическом носителе (компакт-диск) и в формате цифровой дистрибуции.

## История
После выхода успешного дебютного альбома «Hold On ’til the Night», Ченс работал около года над своим вторым альбомом. Как и в случае с дебютным диском, продюсером этого релиза стала американская телеведущая Эллен Дедженерес — диск вышел на её лейбле «ElevenEleven». Ченс также выступал в Северной Америке с Коди Симпсоном и Мирандой Косгроув.
Причина, по которой музыкант записан мини-альбом, а не полноценную пластинку в том, что он «хотел разогреть своих слушателей перед выпуском настоящего альбома», он не хотел «удивлять их [слушателей] полностью». В поддержку альбома Ченс посетил Филиппины и другие страны юго-восточной Азии.

## Список песен
| №                   | Название                 | Автор(ы)                                            | Продюсеры                             | Длительность |
| ------------------- | ------------------------ | --------------------------------------------------- | ------------------------------------- | ------------ |
| 1.                  | «Sunshine & City Lights» | Грейсон Ченс, James Bauer-Mein и David Sneddon      | The Nexus                             | 3:43         |
| 2.                  | «You Might Be the One»   | Грейсон Ченс, Brandon Salaam Bailey, Michael Warren | Brandon Salaam Bailey, Michael Warren | 3:23         |
| 3.                  | «Leila»                  | Грейсон Ченс, Тоби Гад, Линди Робинс                | Тоби Гад                              | 2:49         |
| 4.                  | «California Sky»         | Грейсон Ченс, Тоби Гад, Lindy Robbins               | Тоби Гад                              | 2:52         |
| 5.                  | «Take My Heart»          | Грейсон Ченс, Brandon Salaam Bailey, Michael Warren | Brandon Bailey, Michael Warren        | 3:38         |
| Общая длительность: | Общая длительность:      | Общая длительность:                                 | Общая длительность:                   | 16:27        |

## Синглы
С альбома был выпущен только один сингл на заглавную песню «Sunshine & City Lights». Сингл вышел 2 октября 2012 года. На песню был снят видеоклип (реж. Clarence Fuller), который вышел на YouTube-канале Vevo 16 ноября 2012 года.

## Музыканты
- Грейсон Ченс — вокал, клавишные

## Отзывы критиков
- Мини-альбом был описан критиками как краткое содержание того, что будет выпущено музыкантом на его следующем полноценном студийном музыкальном альбоме. «Я решил выпустить мини-альбом и он отличается от „Hold On ’til the Night“. На нем как раз те песни, которые я хотел выпустить на отдельном альбоме»,- рассказал Ченс в интервью филиппинскому журналу «Total Girl[англ.]»[7].
- Филиппинское издание «When in Manila» отмечает, что Ченс посетил Манилу в рамках рекламного тура по продвижению альбома и отмечает, что «это хороший альбом, который может слушать каждый». Обозреватель пишет, что альбом также «искренний и чистый» и при его записи использовались только живые инструменты и вокал[4].
- Индонезийское издание «Creative Disc» отмечает, что альбом с одной стороны «сыроват» и на нём песни записаны не в том виде, в котором обычно слушатели ожидают увидеть (и услышать) их на полноценном альбоме. Но с другой стороны, издание задаётся вопросом — может быть именно это и хотел сказать музыкант? Может быть именно такие песни он и готовит слушателям в последующем более масштабном релизе[8].

## Чарты и продажи
По итогам продаж альбом получил статус «платинового» на Филиппинах и в Индонезии.